# Volyňská oblast
Volyňská oblast (ukrajinsky Волинська область, Volynska oblasť; někdy též Volyň – toto označení však má širší význam) je jednou z menších a méně zalidněných samosprávných oblastí Ukrajiny. Rozkládá se v severozápadním cípu země při hranicích s Polskem a Běloruskem. Oblast byla ustavena 4. prosince 1939. Hlavním městem je Luck. Žije zde přibližně 1,02 milionu obyvatel, z nichž 97 % tvoří Ukrajinci; oblast je spjatá s Volyňskými Čechy, kteří se však až na malé výjimky vrátili do vlasti.

## Historie
Volyňská oblast byla ustavena 4. prosince 1939.

## Geografie

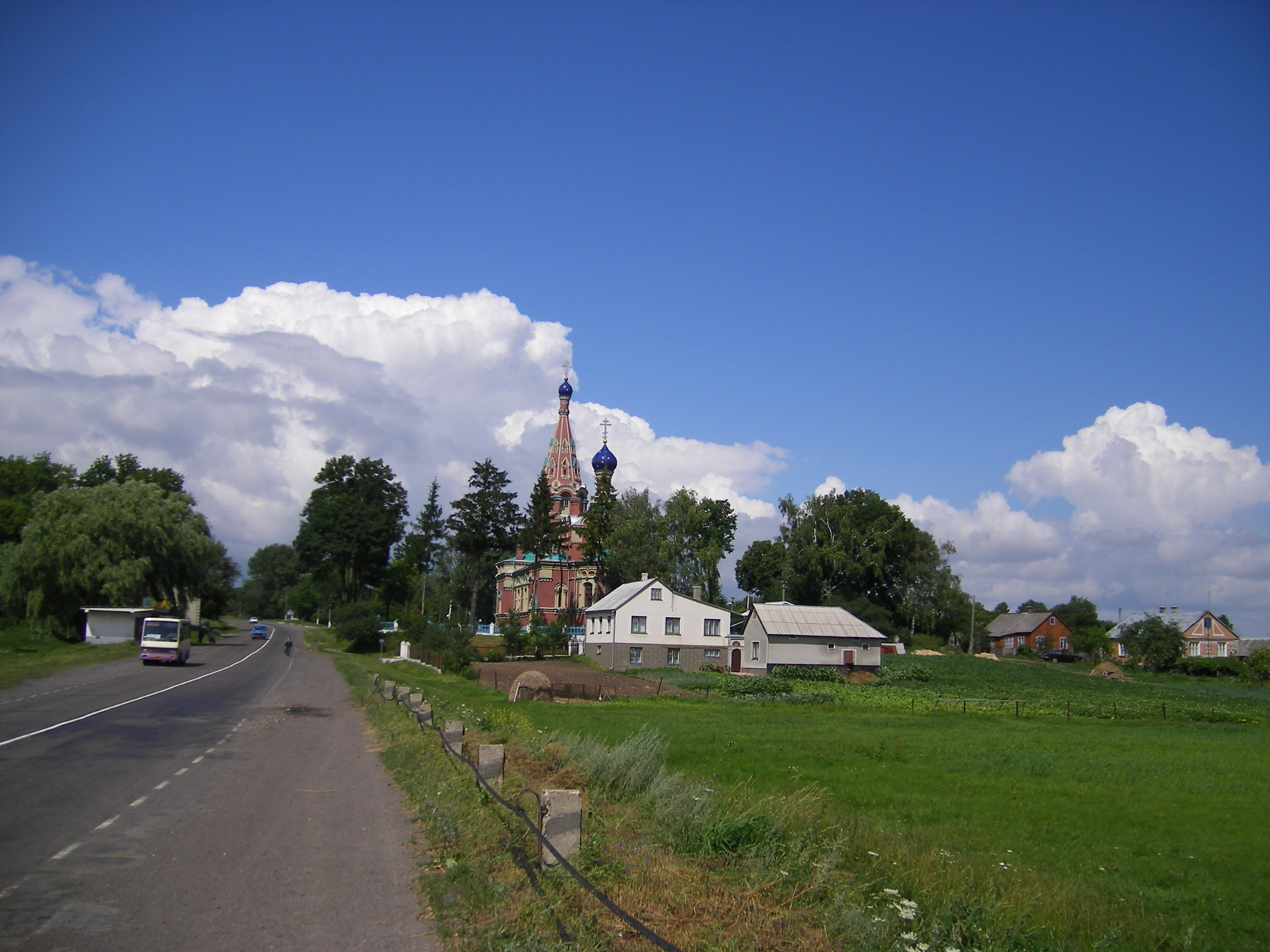
Volyňská krajina s kostelíkem u Horochiva

Většinu oblasti zaujímá Poleská nížina. Oblast je jednou z nejlesnatějších v zemi; regiony sousedící s Běloruskem, kterými protéká řeka Prypjať (s přítoky Turija a Stochid), jsou bažinaté a velmi řídce osídlené; nachází se v nich také přes 200 jezer, z nichž největší je Sviťazské a Pulemecké jezero. Od Polska dělí Volyňskou oblast řeka (Západní) Buh. Na jihovýchodě se oblast zvedá k Podolské vysočině. Kulturním a hospodářským centrem oblasti je dvousettisícový Luck, nejvýznamnější dopravní křižovatkou je Kovel, který leží na trati Varšava–Kyjev a na silničním i železničním tahu Brest (Bělorusko) – Rivne. Pamětihodným městem je Vladiměř (Volodymyr), jedno z nejstarších sídel Kyjevské Rusi.

## Obyvatelstvo
K 1. lednu 2022 žilo v oblasti 1 021 356 obyvatel. Oblast patří k nejméně zalidněným regionům na Ukrajině.
Rovensko oblast se vyznačuje nízkou mírou urbanizace: z 1 milionu 21 tisíc osob žilo ve městech 533,5 tisíc lidí (52,3 %), zatímco na venkově 487,8 tisíc lidí (47,7 %).
Počet obyvatel v oblasti postupně klesá. Tabulka níže představuje populační vývoj oblasti.
| 1990      | 1991      | 1995      | 2000      | 2005      | 2010      | 2015      | 2020      | 2022      |
| --------- | --------- | --------- | --------- | --------- | --------- | --------- | --------- | --------- |
| 1 063 400 | 1 069 000 | 1 078 300 | 1 067 700 | 1 044 800 | 1 036 700 | 1 042 900 | 1 031 400 | 1 021 300 |

Za rok 2021 se narodilo 9 852 živě narozených dětí, zemřelo však 14 493 lidí, z nichž 45 byly děti ve věku do jednoho roku. Na 100 zemřelých připadalo jen 64 živě narozených, což je jeden z nejlepších poměrů v rámci Ukrajiny. Celkový úbytek obyvatel byl 6 041 lidí. Míra kojenecké úmrtnosti tehdy činila 4,6 ‰.
Podle výsledků sčítání lidu v roce 2001 žilo v oblasti 96,9 % Ukrajinců, 2,4 % Rusů a 0,3 % Bělorusů. 97,3 % všech obyvatel považovalo ukrajinštinu za rodný jazyk, 2,5 % považovalo za svou mateřštinu ruštinu.

## Přehled měst
Následující tabulka podává přehled všech měst a větších sídel městského typu (kurzívou).
| Město           | Ukrajinský název  | Ruský název      | Polský název     | Obyvatel k 1. 1. 2022 |
| --------------- | ----------------- | ---------------- | ---------------- | --------------------- |
| Luck            | Луцьк             | Луцк             | Łuck             | 215 986               |
| Kovel           | Ковель            | Ковель           | Kowel            | 67 575                |
| Novovolynsk     | Нововолинськ      | Нововолынск      | Nowowołyńsk      | 49 772                |
| Volodymyr       | Володимир         | Владимир         | Włodzimierz      | 37 910                |
| Kiverci         | Ківерці           | Киверцы          | Kiwerce          | 13 798                |
| Rožyšče         | Рожище            | Рожище           | Rożyszcze        | 12 483                |
| Kamiň-Kašyrskyj | Камінь-Каширський | Камень-Каширский | Kamień Koszyrski | 12 477                |
| Manevyči        | Маневичі          | Маневичи         | Maniewicze       | 10 657                |
| Ljuboml         | Любомль           | Любомль          | Luboml           | 10 295                |
| Ratne           | Ратне             | Ратно            | Ratno            | 9 577                 |
| Horochiv        | Горохів           | Горохов          | Horochów         | 8 925                 |
| Ivanyči         | Іваничі           | Иваничи          | Iwanicze         | 6 260                 |
| Ustyluh         | Устилуг           | Устилуг          | Uściług          | 2 060                 |
| Berestečko      | Берестечко        | Берестечко       | Beresteczko      | 1 630                 |